# Chiprana
Chiprana è un comune spagnolo di 403 abitanti situato nella comunità autonoma dell'Aragona.

## Amministrazione

### Gemellaggi
- Curti